# Kersten Artus
Kersten Artus (Bréma, 1964. április 1. –) német politikus és újságíró. Tagja a Baloldali Pártnak és a hamburgi parlamentnek. 1982-ben költözött szülővárosából Hamburgba, ahol a Bauer Media Groupnál dolgozott.